# AB 500-3A
AB 500-3A je bila kasetna bomba koju je koristila Luftvafe tokom Drugog svetskog rata.

## Dizajn

### AB 500-3A
AB 500-3A je bio kontejner za kasetnu bombu koji je držao četiri bombe horizontalno. U sredini kontejnera nalazila se horizontalna greda koja je bila pričvršćena za avion i ova greda je imala štake na oba kraja kako bi se balansirale bombe. U sredini grede nalazila se podesiva kružna metalna traka koja je bila podeljena na dva dela u obliku slova U. Traka je imala vijke za zatezanje koji su se mogli koristiti za podešavanje prečnika trake, a drvene podloške u obliku sedla korišćene su za bezbedno postavljanje bombi unutar trake. Postojala je vertikalna pregrada koja je prolazila kroz sredinu grede i podesiva traka u kojoj se nalazio pravougaoni odeljak u koji su bili smešteni kablovi potrebni za naoružavanje Rheinmetall-a, a to su električni osigurači koje koristi nemačka serija bombi SD. Blizu prednjeg dela kontejnera, postojao je i stub koji je izgledao kao dva obrnuta slova I koji je korišćen za naoružavanje mehaničkih upaljača francuskih bombi koje su se takođe mogle izbaciti iz kontejnera. Kada je kontejner pušten, aktivirao se električni osigurač za odlaganje i nakon što je kontejner bačen iz aviona, zategnutost kaiša je otpuštena i osigurači na bombama su aktivirani. Bombe su se razdvajale pri padu dajući čvršći obrazac nego bacanjem bombi u štapu. 
Četiri različite konfiguracije bombi su bile moguće:
- 4 x SD - 50 bombi
- 4 x SD - 70 bombi
- 4 x francuske bombe od 50kg
- 4 x francuske bombe od 100kg [3]

## Podaci o bombi
| Model                        | Dužina              | Prečnik         | Težina          | Težina bojeve glave | Eksploziv | Odnos punjenja / težine |
| ---------------------------- | ------------------- | --------------- | --------------- | ------------------- | --------- | ----------------------- |
| SD 50                        | 1,09 m (3 ft 7 in)  | 20 cm (8 in)    | 55 kg (121 lb)  | 164 kg (362 lb)     | TNT       | 30%                     |
| SD 70                        | 1,09 m (3 ft 7 in)  | 20 cm (8 in)    | 66 kg (146 lb)  | 21 kg (46 lb)       | TNT       | 39%                     |
| 50kg (A) G.P. - H.E.         | 0,99 m (3 ft 3 in)  | 155 mm (6,1 in) | 40 kg (88 lb)   | 10,0 kg (22 lb)     | Melinite  | 25%                     |
| 50kg (D.T. No.2) G.P. - H.E. | 1,17 m (3 ft 10 in) | 200 cm (77 in)  | 56 kg (123 lb)  | 19 kg (42 lb)       | Melinite  | 34%                     |
| 100kg G.P. - H.E.            | 1,45 m (4 ft 9 in)  | 28 cm (11 in)   | 117 kg (258 lb) | ?                   | Melinite  | ?                       |

## Nemačke bombe
SD je nemačka fragmentaciona eksplozivna bomba sa debelim zidovima na engleskom koju je koristio Luftvafe tokom Drugog svetskog rata. Broj u oznaci bombe odgovarao je približnoj težini bombe u kilogramima.

### SD 50
- SD 50 - Telo SD 50 je od jednog komada livenog i obrađenog čelika. Bombe su punjene eksplozivom kroz bazu. Telo je imalo jedan poprečni džep za osigurače odmah ispred horizontalnog nosača. SD 50 je bio obojen tamno zelenom bojom, a repni konus je bio prugast crvenom bojom. [3]

### SD 70
- SD 70 - Detalji konstrukcije za teži SD 70 su uglavnom bili isti kao i SD 50. SD 70 je bio ofarban u sivo, a repni konus je bio prugast crvenom bojom. [3]

## Francuske bombe
Nemci su zarobili velike količine ubojnih sredstava nakon pada Francuske i stavili ih u upotrebu. Tačni modeli bombi francuske proizvodnje koji se pominju u TM 9-1985-2, nemačka eksplozivna ubojna sredstva za AB 500-3A nisu poznati, a nisu date ni nemačke oznake niti dijagrami bombi. Međutim, nemački standard za imenovanje zarobljenih ubojnih sredstava uglavnom se zasnivao na tome šta je bio najbliži nemački ekvivalent plus FRZ da bi se označilo da je to bio ekvivalent francuske bombe, koju bi Nemci kopirali i napravili svoju bombu SD 50 FRZ i SD 100 FRZ. Moguće je suziti modele francuskih bombi korišćenih od TM 9-1985-6, francuskih i italijanskih eksplozivnih ubojnih sredstava jer nisu sve bombe od 50 kg (110 lb) i 100 kg (220 lb) bile upakovane kao kasetne bombe.

### SD 50 FRZ
- 50kg (A) G.P. - H.E. - Ovo je bila visoko eksplozivna bomba. Telo je napravljeno od kovanog čelika i baziralo se na artiljerijskim projektilima od 155 mm (6,1 in). Napunjen je melinitom koji je bio mešavina 80% pikrinske kiseline i 20% dinitronaftalena. Bio je opremljen repnim konusom od čeličnog lima sa četiri peraja. Nos projektila je bio sa navojem za mehanički nosni upaljač, a bombe su obojene žutom bojom. [4]
- 50kg (D.T. No.2) G.P. - H.E. - Ovo je bila eksplozivna bomba opšte namene. Telo je napravljeno od kovanog čelika i bilo je opremljeno repnim konusom od čeličnog lima sa četiri pričvršćena peraja. Napunjen je melinitom, a nos projektila je bio uvučen za mehanički nosni upaljač. Bombe su bile obojene žutom bojom. [4]

### SD 100 FRZ
- 100kg G.P. - H.E. - Ovo je bila eksplozivna bomba opšte namene. Telo je napravljeno od kovanog čelika i bilo je opremljeno repnim konusom od čeličnog lima sa četiri pričvršćena peraja. Napunjena je melinitom, a nos projektila je bio uvučen za mehanički nosni upaljač. Bombe su bile obojene žutom bojom. [4]

## Galerija slika
- SD 50
- SD 70
- 50kg (A) G.P. - H.E.
- 50kg (D.T. No.2) G.P. - H.E.
- 100kg G.P. - H.E.

## See also
- Spisak naoružanja vojnih aviona Nemačke tokom Drugog svetskog rata